# ティヤ・シルカー
ティヤ・シルカー（Tiya Sircar、1982年5月16日 - ）は、アメリカ合衆国の女優。

## 出演作品
- クレイジーワン　ぶっ飛び広告代理店
- レジェンド・オブ・メダリオン -時空を越えた秘密の島-
- ウォーキングwithダイナソー
- イーストエンドの魔女たち
- 恋するインターン
- ＮＣＩＳ　～ネイビー犯罪捜査班 シーズン8
- 跳べ！ロックガールズ　～メダルへの誓い シーズン2
- セブンティーン・アゲイン
- 善きサムからの贈り物